# Élection sénatoriale partielle de 2024 dans la Vienne
L'élection sénatoriale partielle dans la Vienne a lieu le dimanche 17 mars 2024. Elle a pour but d'élire l'un des deux sénateurs représentant le département au Sénat à la suite de la démission de Yves Bouloux (LR).

## Contexte départemental
Lors des élections sénatoriales françaises de 2020 dans la Vienne, deux sénateurs LR ont été élus : Bruno Belin et Yves Bouloux.
Yves Bouloux a démissionné pour raisons de santé le 31 décembre 2023.
À la suite de cette démission, une élection sénatoriale partielle a lieu dans le département.

## Sénateur démissionnaire
| Sénateur | Sénateur     | Parti | Fonctions lors de l'élection en 2020 |
| -------- | ------------ | ----- | ------------------------------------ |
|          | Yves Bouloux | LR    | Sénateur sortant                     |

## Présentation des candidats et des suppléants
| T/S | Candidats | Candidats             | Parti | Principale fonction                                      |
| --- | --------- | --------------------- | ----- | -------------------------------------------------------- |
| T   |           | Marie-Jeanne Bellamy  | DVD   | Conseillère départementale, maire des Trois-Moutiers     |
| S   |           | Jean-Olivier Geoffroy | LR    | Conseiller départemental, maire de Champniers            |
| T   |           | Cyril Cibert          | PRG   | Maire de Chenevelles                                     |
| S   |           | Catherine Bourgeon    | DVG   | Conseillère départementale                               |
| T   |           | Karine Desroses       | DVG   | Vice-présidente du conseil régional                      |
| S   |           | Gérard Pérochon       | DVD   | Conseiller départemental, maire de Senillé-Saint-Sauveur |
| T   |           | Gisèle Jean           | DVG   | Maire de Queaux                                          |
| S   |           | Dominique Chaîne      | PS    | Maire de Thuré                                           |
| T   |           | Xavier Monnais        | RN    | Maire de Thollet                                         |
| S   |           | Stéphanie Diche       | RN    |                                                          |
| T   |           | Frédéric Texier       | LR    | Maire de Brux                                            |
| S   |           | Patricia Champigny    | DVD   | Maire de Bournand                                        |

## Résultats
| Candidats                | Candidats                | Parti                    | Premier tour | Premier tour | Second tour | Second tour |  |
| Candidats                | Candidats                | Parti                    | Voix         | %            | Voix        | %           |  |
| ------------------------ | ------------------------ | ------------------------ | ------------ | ------------ | ----------- | ----------- |  |
|                          | Marie-Jeanne Bellamy     | DVD                      | 357          | 30,49        | 437         | 37,51       |  |
|                          | Gisèle Jean              | DVG                      | 331          | 28,27        | 406         | 34,85       |  |
|                          | Karine Desroses          | DVG                      | 232          | 19,81        | 276         | 23,69       |  |
|                          | Cyril Cibert             | PRG                      | 122          | 10,42        | Retrait     | Retrait     |  |
|                          | Frédéric Texier          | LR                       | 69           | 5,89         | Retrait     | Retrait     |  |
|                          | Xavier Monnais           | RN                       | 60           | 5,12         | 46          | 3,95        |  |
|                          |                          |                          |              |              |             |             |  |
| Suffrages exprimés       | Suffrages exprimés       | Suffrages exprimés       | 1171         | 98,32        | 1165        | 98,06       |  |
| Votes blancs             |                          |                          |              |              |             |             |  |
| Votes nuls               |                          |                          |              |              |             |             |  |
| Total                    | Total                    | Total                    | 1191         | 100          | 1188        | 100         |  |
| Abstention               | Abstention               | Abstention               | 12           | 1,00         | 15          | 1,25        |  |
| Inscrits / participation | Inscrits / participation | Inscrits / participation | 1203         | 99,00        | 1203        | 98,75       |  |